# 西井一夫
西井 一夫（にしい かずお、1946年1月1日 - 2001年11月25日）は日本の写真評論家、編集者。

## 経歴
東京都江戸川区小岩に生まれ、1952年までそこで育つ。1968年、慶應義塾大学経済学部卒業。
弘文堂新社編集部を経て、1969年に毎日新聞社出版局入社。「サンデー毎日」「毎日グラフ」記者を経て「カメラ毎日」編集部に入り、1983年から1985年休刊まで同誌編集長。1989年に「写真の会」を結成し「写真の会賞」を主催。
1996年、毎日新聞社出版局クロニクル編集長としてシリーズ「20世紀の記憶」全20巻を立ち上げ、2000年12月、同シリーズの完結後に選択定年退職。食道癌で死去。
癌発見後、死去までの2ヶ月を河瀬直美がドキュメンタリー映画『追憶のダンス』として撮影した。

## 著書
- 昭和史全記録
- 戦後50年
- 詳細阪神大震災
- 日付けのある写真論（青弓社）
- 写真というメディア（冬樹社）
- 「昭和二十年」東京地図（ちくま文庫）
- 暗闇のレッスン（みすず書房）
- 写真のよそよそしさ（みすず書房）
- なぜ未だ「プロヴォーク」か―森山大道、中平卓馬、荒木経惟の登場（青弓社）
- DISTANCE―映画をめぐる断章（影書房）